# جون ماكفرلين
جون ماكفرلين (بالإنجليزية: John McFarlane)‏ هو سياسي أسترالي، ولد في 1854، وتوفي في 1915. حزبياً، نشط في Liberal Party (Australia, 1909) ‏. وقد انتخب عضو الجمعية التشريعية نيو ساوث ويلز.